# Блэкберн, Тайлер
Тайлер Блэкберн (англ. Tyler Blackburn; род. 12 октября 1986) — американский актёр и певец.

## Детство
Тайлер Блэкберн родился в городе Бербанк 12 октября 1986 года, штат Калифорния. У него есть три брата и сестра. Тайлер имеет английские, хорватские, валлийские, чешские, шведские корни, а также корни индейцев чероки.

## Карьера
Тайлер Блэкберн — американский певец и актёр. Блэкберн начал свою карьеру в 2002 году со съёмок в сериале Nickelodeon «Не такая». В следующем году сыграл учителя в короткометражном фильме. В 2005 году снялся в эпизодической роли в фильме «Ближайшие родственники». В 2007 году Блэкберн появился в «Детектив Раш» и «Роквилль, Калифорния», в 2010 году он снялся в сериалах «Дни нашей жизни» и «Гигантские», а также в независимом фильме Персик Слива Груша.
В октябре 2010 года Блэкберн был взят на постоянную роль Калеба Риверса в сериале «Милые обманщицы». Он был переведен в серию регулярных актёров во время третьего сезона (летом 2012 года). В марте 2011 года он присоединился к актёрскому составу комедии на NBC «Дивный новый мир». В мае 2013 года, было объявлено, что Блэкберн присоединился к основному составу спин-оффа «Милых обманщиц» — «Рейвенсвуд».

## Личная жизнь
В апреле 2019 года Блэкберн совершил каминг-аут как бисексуал.

## Избранная фильмография
| Год       |   | Русское название                  | Оригинальное название     | Роль                    |
| --------- | - | --------------------------------- | ------------------------- | ----------------------- |
| 2006      | с | Нетакая                           | Unfabulous                | Натан                   |
| 2006      | ф | Исполнители предстоящие дела      | The Doers of Coming Deeds | Солли Кац               |
| 2008      | ф | Ближайшие родственники            | Next of Kin               | Французский Студент     |
| 2009      | с | Детектив Раш                      | Cold Case                 | Джефф Фельдман / Фостер |
| 2009      | с | Роквилль, Калифорния              | Rockville CA              | Спенсер                 |
| 2010      | с | Дни нашей жизни                   | Days of Our Lives         | Иан                     |
| 2010      | с | Гигантские                        | Gigantic                  | Эхо                     |
| 2010      | с | Груша, Персик, Слива              | Peach Plum Pear           | Джесси Пратт            |
| 2010—2017 | с | Милые обманщицы                   | Pretty Little Liars       | Калеб Риверс            |
| 2011      | ф | Дивный новый мир                  | Brave New World           | John Litchfield         |
| 2011      | с | Венди                             | Wendy                     | Пит                     |
| 2012      | ф | Скрытие                           | Hiding                    | Джесси                  |
| 2013—2014 | с | Рейвенсвуд                        | Ravenswood                | Калеб Риверс            |
| 2016      | ф | Любовь — это всё, что тебе нужно? | Love Is All You Need?     | Райан Моррис            |
| 2016      | ф | И снова здравствуйте              | Hello Again               | Джек                    |
| 2019—2022 | с | Розуэлл, Нью-Мексико              | Roswell, New Mexico       | Алекс Мэйнс             |
| 2019      | с | Зачарованные                      | Charmed                   | Виралис                 |